# Marginella goodalli
Espèce
Marginella goodalli est une espèce de mollusque gastéropode appartenant à la famille des Marginellidae.
- Répartition : Sénégal.
- Longueur : 4 cm.

## Source
- Arianna Fulvo et Roberto Nistri (2005). 350 coquillages du monde entier. Delachaux et Niestlé (Paris) : 256 p.  (ISBN 978-2-603-01374-8)